# Andreas Silbermann

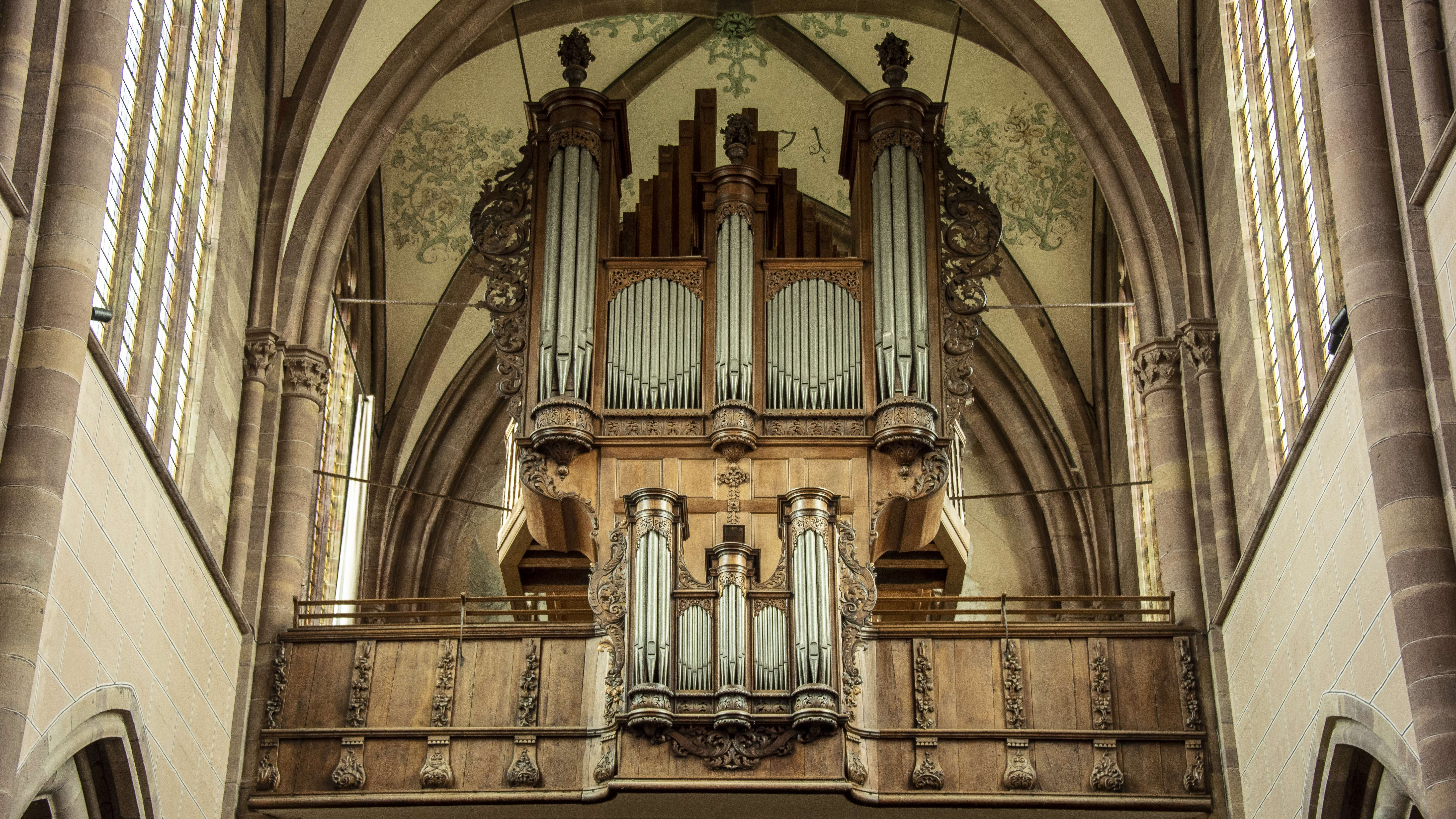
Orgel van de abdijkerk van Marmoutier

Andreas Silbermann (Klein-Bobritsch (Saksen), 16 mei 1678 - Straatsburg, 16 maart 1734) was de oudere broer van Gottfried Silbermann (1683-1753). Beiden waren Duitse orgel- en klavecimbelbouwers.
Andreas leerde het bouwen van instrumenten in Görlitz. In 1702 vestigde hij zich in Straatsburg. Dat werd zijn standplaats van waaruit hij samen met zijn zoons onder wie Johann Andreas (1712-1783) in de Elzas werkzaam was. Andreas Silbermann bouwde onder andere het orgel in Ebersmunster. In de klank van zijn orgels is invloed hoorbaar van de Franse orgelbouwers, met name wat de tongwerken betreft.
Andreas Silbermann bouwde in 1709-1710 het orgel van de abdijkerk van Marmoutier, dat na zijn dood werd afgewerkt door zijn zoon Johann Andreas.
In het Gottfried-Silbermann-Museum in Frauenstein, Saksen, is een permanente expositie voor een deel aan zijn werk en leven gewijd.
Jürgen Ahrend · Johann Bätz · Heinrich Andreas Contius · Familie Gilman · Friedrich Fleiter · Carl Frei · Heinrich Hermann Freytag · Joseph Gabler · Rudolf Garrels · Gerhard Grenzing · Albertus Antoni Hinsz · Bartelt Immer · Hans Henny Jahnn · Ludwig König · Hinrich Just Müller · Christian Müller · Carl Friedrich August Naber · Paul Peuerl · Georg Heinrich Quellhorst · Joachim Richborn · Arnold Rohlfs · Conradus Ruprecht II · A. Ruth und Sohn · Wilhelm Rütter · Arp Schnitger · Hans Wolff Schonat · Ernst Seifert · Andreas Silbermann · Gottfried Silbermann · Johann Andreas Silbermann · Friedrich Stellwagen · Johannes Stephanus Strümphler · Hans Suys · Johannes Wilhelmus Timpe · Welte-Mignon · Johann Friedrich Wenthin · Christian Gottlieb Friedrich Witte